# سیارک ۷۴۵۰۳
سیارک ۷۴۵۰۳ (به انگلیسی: 74503 Madola، نامگذاری:1999DN4) هفتاد و چهار هزار و پانصد و سومین سیارک کشف شده‌است که در ۲۳ فوریه ۱۹۹۹ کشف شد.